# کمکم کن (فیلم)
کمکم کن فیلمی به کارگردانی و نویسندگی رسول ملاقلی‌پور  در سال ۱۳۷۷ است.

## داستان فیلم
شولان (احمد نجفی) صاحب یک دامداری، چنان عرصه زندگی را بر دامپزشکی جوان به نام حبیب (رامبد جوان) تنگ می‌کند که او ناچار به خودکشی می‌شود. شولان برای سرعت دادن به نابودی حبیب، دختری به نام نیلوفر (ماهایا پطروسیان) را ـ که پدرش با شولان آشنا بوده و پس از مرگ والدینش با خواهران کوچکترش زندگی می‌کند ـ به سراغ حبیب می‌فرستد. نیلوفر که سودای خواننده شدن در خارج از کشور را در سر می پروراند، در ازای گرفتن ویزا از شولان برای نابود کردن حبیب (که مدارکی را نیز علیه دامداری شولان در اختیار دارد) وارد میدان می‌شود. اما پس از گرفتن مدارک از حبیب، آن دو به یکدیگر علاقمند می‌شوند. از طرفی شولان وقتی درمی‌یابد دخترش مهتاب با جوانی به نام رفیعی (حسین رفیعی) آشنا شده و آن دو قصد ازدواج دارند، رفیعی را به شدت کتک می‌زند و مهتاب را از دیدار با او منع می‌کند. حبیب، رفیعی و سیاوش (سیامک انصاری) ـ دوست مشترک آن‌ها که همکارش را در آهنگری، برادرزاده شولان به نام فیضی (حبیب دهقان‌نسب) به قتل رسانده ـ به سراغ شولان می‌آیند و با او درگیر می‌شوند. شولان در پی گرفتن انتقام مرگ دخترش، رفیعی را از طبقه بالای پاساژ به پایین پرتاب می‌کند. فیضی هم به کمک شولان می‌آید، اما حبیب و نیلوفر می‌گریزند و شولان و فیضی آن دو را تا شهربازی تعقیب می‌کنند. فیضی از بالای سفینه شهربازی به پایین پرتاب می‌شود و حبیب و نیلوفر شولان را که مجروح است، در باغ وحش به حال خود رها می‌کنند.